# Train
Train là một ban nhạc rock của Mỹ thành lập năm 1993 ở San Francisco. Ban nhạc hiện gồm Pat Monahan (hát chính), Jimmy Stafford (guitar chính), Jerry Becker (guitar đệm và piano), Hector Maldonado (bass), Drew Shoals (trống), Nikita Houston (hát phụ) và Sakai Smith (hát phụ).
Với các thành viên cũ của nhóm như Monahan, Stafford, Scott Underwood, Rob Hotchkiss và Charlie Colin, ban nhạc đã đạt được thành công vang dội ngay ở album đầu tay của nhóm Train, được phát hành vào năm 1998 với bài hit "Meet Virginia". Album của ban nhạc năm 2001 Drops of Jupiter trong đó chứa đĩa đơn cùng tên đã xuất sắc giành 2 Giải Grammy vào năm 2002. Album đã hai lần được chứng nhận đĩa bạch kim ở cả Hoa Kỳ và Canada và vẫn là album bán chạy nhất của nhóm từ trước đến nay.
Album phòng thu thứ ba của Train, My Private Nation phát hành vào năm 2003 đã được chứng nhận đĩa bạch kim tại Hoa Kỳ với bài hit "Calling All Angels". Sau sự ra đi của Hotchkiss và Colin, Brandon Bush (piano) và Johnny Colt (tay bass) đã được bổ sung thay thế và ban nhạc phát hành album phòng thu thứ tư của họ "For Me, It's You" vào năm 2006. Tuy nhận được sự đánh giá tích cực của các nhà phê bình, song bởi các album trên không đạt được thành công đáng kể trên thị trường thương mại dẫn đến sự tan rã của Train trong 3 năm sau đó.
Vào cuối năm 2009, Train đánh dấu sự trở lại với album Save Me, San Francisco. Ba đĩa đơn của album bao gồm "Hey, Soul Sister", "If It's Love" và "Marry Me" đã lần lượt được chứng nhận đĩa bạch kim, cũng như đạt được thứ hạng cao trên bảng xếp hạng Billboard Hot 100 với vị trí thứ 3 cho bài hát đầu và vị trí thứ 34 cho 2 bài hát sau. Album cũng đã được chứng nhận hạng vàng bởi RIAA và ARIA và đã bán được 954,000 bản trên toàn cầu. Từ năm 2008, Jerry Becker (guitar, piano và hát phụ) và Hector Maldonado (bộ gõ, bass, guitar và hát phụ) đã gia nhập và cùng ban nhạc đi lưu diễn khắp toàn cầu. Sau tháng 5 năm 2012, Nikita Houston và Sakai Smith (hát phụ, bộ gõ) cũng gia nhập nhóm. Sau sự ra đi của Scott Underwood vào mùa hè năm 2014, hiện tại Drew Shoals đang là tay trống của ban nhạc.
Vào tháng 4 năm 2012, Train tiếp tục phát hành album phòng thu thứ sáu của mình mang tên California 37. Đĩa đơn đầu tiên của album là "Drive By" đã đạt vị trí thứ 10 trên bảng xếp hạng Billboard Hot 100 và nằm trong top 10 hit ở Anh. Hiện tại ban nhạc đã bán được 10 triệu bản album và 30 triệu đĩa đơn trên toàn cầu.

## Thành viên ban nhạc
| Thành viên hiện tại - Pat Monahan – hát chính, guitar,tambourine, (1994-nay) - Jimmy Stafford – guitar chính, ukulele, hát phụ (1994–nay) - Jerry Becker – rhythm guitar, keyboards, piano, hát phụ (2008–nay) - Hector Maldonado – bass guitar, chơi nhạc cụ, hát phụ (2008–nay) - Drew Shoals– trống (2014–nay) | Thành viên lưu diễn hiện tại - Nikita Houston – hát phụ (2012–nay) - Sakai Smith – hát phụ (2012–nay) |

Thành viên cũ
- Rob Hotchkiss – rhythm guitar, hát phụ (1994–2003)
- Charlie Colin – bass guitar, hát phụ (1994–2003)
- Tony Lopacinski - bass guitar, hát phụ, guitar (2003-2006)
- Brandon Bush – keyboards, piano, Hammond organ (2003–2006)
- Johnny Colt – bass guitar (2003–2006)
- Scott Underwood– trống, chơi nhạc cụ, keyboards, piano, điều khiển sân khấu (1994–2014)

Thành viên lưu diễn cũ
- Ana Lenchantin – cello, dancing, chơi nhạc cụ, hát phụ (2011)
- Brian Switzer – trumpet (2012–2014)

## Danh sách album của Train
Album phòng thu
- Train (1998)
- Drops of Jupiter (2001)
- My Private Nation (2003)
- For Me, It's You (2006)
- Save Me, San Francisco (2009)
- California 37 (2012)
- Bulletproof Picasso (2014)

## Giải thưởng và đề cử
Giải Grammy
Giải Grammy là giải thưởng thường niên danh giá của Viện Hàn Lâm Khoa học và Nghệ thuật Thu âm Hoa Kỳ. Train đã ba lần thắng giải trong 8 lần đề cử.
| Năm  | Đề cử / Tác phẩm             | Giải thưởng                                           | Kết quả   |
| ---- | ---------------------------- | ----------------------------------------------------- | --------- |
| 2002 | "Drops of Jupiter (Tell Me)" | Thu âm của năm                                        | Đề cử     |
| 2002 | "Drops of Jupiter (Tell Me)" | Bài hát của năm                                       | Đề cử     |
| 2002 | "Drops of Jupiter (Tell Me)" | Trình diễn Song ca/ Nhóm nhạc Rock xuất sắc nhất      | Đề cử     |
| 2002 | "Drops of Jupiter (Tell Me)" | Bài hát Rock hay nhất                                 | Đoạt giải |
| 2002 | "Drops of Jupiter (Tell Me)" | Phối hợp giọng ca và nhạc khí xuất sắc nhất           | Đoạt giải |
| 2004 | "Calling All Angels"         | Trình diễn Song ca/ Nhóm nhạc Rock xuất sắc nhất      | Đề cử     |
| 2004 | "Calling All Angels"         | Bài hát Rock hay nhất                                 | Đề cử     |
| 2011 | "Hey, Soul Sister" (Live)    | Trình diễn Song ca/ Nhóm nhạc Giọng Pop xuất sắc nhất | Đoạt giải |

Giải thưởng Âm nhạc Mỹ
Giải thưởng Âm nhạc Mỹ are determined by a poll of music buyers, and as a result is more of a representation of public opinion. Train have received three nominations.
| Năm  | Đề cử / Tác phẩm | Giải thưởng                           | Kết quả |
| ---- | ---------------- | ------------------------------------- | ------- |
| 2010 | Train            | Nhóm/ban nhạc Pop/Rock yêu thích nhất | Đề cử   |
| 2010 | Train            | Nghệ sĩ giới trẻ yêu thích nhất       | Đề cử   |
| 2012 | Train            | Nghệ sĩ giới trẻ yêu thích nhất       | Đề cử   |

Billboard Music Awards
| Năm  | Đề cử / Tác phẩm   | Giải thưởng                     | Kết quả   |
| ---- | ------------------ | ------------------------------- | --------- |
| 2011 | Train              | Top nghệ sĩ Rock yêu thích nhất | Đoạt giải |
| 2011 | "Hey, Soul Sister" | Top bài hát Rock hay nhất       | Đoạt giải |

ASCAP Pop Music Awards
| Năm  | Đề cử / Tác phẩm   | Giải thưởng      | Kết quả   |
| ---- | ------------------ | ---------------- | --------- |
| 2011 | "Hey, Soul Sister" | Song of the Year | Đoạt giải |

CMT Music Awards
| Năm  | Đề cử / Tác phẩm                       | Giải thưởng                 | Kết quả |
| ---- | -------------------------------------- | --------------------------- | ------- |
| 2011 | "A Broken Wing" (with Martina McBride) | CMT Performance of the Year | Đề cử   |

Nickelodeon Kids Choice Awards
| Năm  | Đề cử / Tác phẩm   | Giải thưởng   | Kết quả |
| ---- | ------------------ | ------------- | ------- |
| 2011 | "Hey, Soul Sister" | Favorite Song | Đề cử   |

Peoples Choice Awards
| Năm  | Đề cử / Tác phẩm | Giải thưởng   | Kết quả |
| ---- | ---------------- | ------------- | ------- |
| 2013 | Train            | Favorite Band | Đề cử   |